# Kursalon u Lipiku
Zgrada Kursalona najveća je građevina u Lipiku i jedna od prepoznatljivosti ovog turističkog mjesta. 

## Povijest
Izgrađena je 1893. godine na južnoj strani perivoja, po projektu Gustava Ratha iz Budimpešte u stilu neorenesanse, s ostakljenim krilima koja mu podaju lakoću i prozračnost.
U rasporedu volumena je, kako je zapisano,"...bio gotovo kopija bečkog kursalona i bio je, s iznimkom onoga u Herkulesbadu, najljepši objekt tog tipa i namjene u zemljama krune svetog Stjepana".
Dvadesetih i tridesetih godina prošlog stoljeća, uz vojničku glazbu sastavljenu od čeških glazbenika, čuo se u Kursalonu i talijanski belkanto, prebiranje ženskog tamburaškog orkestra iz Zagreba, ali i ciganske violine iz Pešte.
U Kursalonu se nalazila kavana, restauracija, prvi kasino s ruletom u kontinentalnoj Hrvatskoj, salon s klavirom s posebnim ulazom od parka rezerviranim samo za dame, te velika koncertna i plesna dvorana, reprezentativna dvorana ogledala. 
Tijekom godina su se mijenjali manji detalji unutar same građevine, a najveća rekonstrukcija izvedena je s dogradnjom novog hotela Lipik u osamdesetim godinama. Tada je rekonstruirana i višenamjenska dvorana, a jedno vrijeme je Lipik ponovo imao i svoj kasino unutar Kursalona.

## Današnje stanje
Kursalon je uništen u jesen 1991. godine granatiranjem i projektilima od strane Jugoslavenske narodne armije i srpske paravojske. Ostaci Kursalona trenutno su prekriveni zaštitnim šatorom i čekaju obnovu.

## Vanjske poveznice
- Službene stranice grada Lipika